# Sarah Langridge
Sarah Langridge (13 marzo 1981) è una pentatleta britannica.

## Palmarès
In carriera ha conseguito i seguenti risultati:
- Europei

Usti nad Labem 2003: bronzo nel pentathlon moderno a squadre.